# اوچنا کانو
اوچنا کانو (انگلیسی: Uchenna Kanu؛ زادهٔ ۲۰ ژوئن ۱۹۹۷) بازیکن فوتبال اهل نیجریه است.
از باشگاه‌هایی که در آن بازی کرده‌است می‌توان به باشگاه فوتبال لینشوپینگ اشاره کرد.
وی همچنین در تیم‌های ملی فوتبال زنان نیجریه بازی کرده‌است.